# Avatar: The Last Airbender (2.ª temporada)
A segunda temporada (referida como Livro Dois: Terra) de Avatar: The Last Airbender, uma série de animação americana produzida pela Nickelodeon, foi transmitida entre 17 de março e 1º de dezembro de 2006, totalizando 20 episódios. O programa foi criado por Michael Dante DiMartino e Bryan Konietzko, e apresentou Zach Tyler Eisen, Mae Whitman, Jack DeSena, Jessie Flower, Dante Basco, Dee Bradley Baker, Mako Iwamatsu e Grey DeLisle como as vozes dos personagens principais.
Na segunda temporada, Aang e seus amigos, Katara e Sokka, precisam encontrar um professor de dominação de terra, levando-os à mais nova membra do grupo: Toph Beifong. Após encontrarem informações importantes para a guerra contra a Nação do Fogo, Appa acaba sendo sequestrado. A jornada do grupo leva-os a Ba Sing Se, a capital do Reino da Terra, onde eles descobrem um sistema de governo interno corrupto. Enquanto isso, devido às suas ações no Polo Norte, Zuko e Iroh são declarados inimigos da Nação do Fogo e desertam de seu país, tornando-se fugitivos no Reino da Terra. A princesa Azula, irmã mais jovem de Zuko, então persegue tanto Aang quanto Zuko.
O Livro Dois: Terra estreou na Nickelodeon em 17 de março de 2006. Sendo composta de 20 episódios, a temporada conclui em 1º de dezembro de 2006. A temporada foi aclamada pela crítica, com a série sendo descrita como "consistentemente excelente." A série ganhou vários prêmios, incluindo Melhor Animação de Personagens em uma Produção para a Televisão na 34ª edição do Annie Awards e o Prêmio de Realização Individual em Animação no 59ª edição dos Prêmios Emmy do Primetime.
Entre 23 de janeiro de 2007 e 11 de setembro de 2007, a Paramount Home Entertainment lançou quatro conjuntos de DVD, contendo cinco episódios cada, antes de relançar a temporada inteira em um boxset.

## Produção
A temporada foi produzida pela Nickelodeon e foi ao ar no canal da emissora, que é propriedade da Viacom. Os produtores executivos da temporada e co-criadores foram Michael Dante DiMartino e Bryan Konietzko, que trabalharam ao lado do diretor de episódios e co-produtor Aaron Ehasz. A maioria dos episódios individuais foram dirigidos por Ethan Spaulding, Lauren MacMullan e Giancarlo Volpe. Os episódios foram escritos por uma equipe de escritores composta por Aaron Ehasz, Elizabeth Welch Ehasz, Tim Hedrick, e John O'Bryan, juntamente dos criadores DiMartino e Konietzko.
A música da temporada foi composta pela empresa "The Track Team", que consistia na colaboração de Jeremy Zuckerman e Benjamin Wynn, que eram conhecidos pelos criadores do programa porque Zuckerman foi colega de quarto de Konietzko.

### Elenco
A maior parte do elenco dos personagens principais da primeira temporada foi mantido: Zach Tyler Eisen como Aang, Mae Whitman como Katara, Jack DeSena como Sokka, Dee Bradley Baker como Appa e Momo, e Dante Basco como Zuko. Contudo, vários novos personagens são introduzidos: Jessie Flower como Toph Beifong, Grey DeLisle como Azula, Cricket Leigh como Mai, Olivia Hack como Ty Lee, e Clancy Brown como Long Feng.
Mako Iwamatsu, que era a voz de Iroh, morreu de um câncer na garganta depois da conclusão da produção; ele foi substituído por Greg Baldwin para a próxima temporada e para as aparições do personagem em The Legend of Korra.[carece de fontes?]

## Episódios
| N.º na série | N.º na temp. | Título original Título no Brasil Título em Portugal                                               | Animado por  | Dirigido por            | Escrito por | Exibição original      | Cód. de produção |
| --- | ------------ | ------------------------------------------------------------------------------------------------- | ------------ | ----------------------- | --- | ---------------------- | ---------------- |
| 21 | 1            | "The Avatar State" "O Estado Avatar"                                                              | DR Movie     | Giancarlo Volpe         | Aaron Ehasz Elizabeth Welch Ehasz Tim Hedrick John O'Bryan | 17 de março de 2006    | 201              |
| Aang e seus amigos descansam em um posto avançado do Reino da Terra depois da sua jornada no Polo Norte. Eles precisam ser escoltados até Omashu, onde Aang pretende o Rei Bumi para que ele lhe ensine a dominação de terra. Mas o General Fong, inspirado pelas ações de Aang na batalha do Cerco do Norte, sugere que Aang derrote o Senhor do Fogo e acabe a guerra imediatamente entrando no Estado de Avatar. Enquanto isso, Zuko e Iroh recebem a visita da irmã de Zuko, Azula, que veio trazer uma mensagem do Senhor do Fogo, o qual pede que os dois retornem para casa. Depois de várias tentativas frustradas, General Fong finalmente consegue induzir o Estado de Avatar ao forjar a morte de Katara. Com raiva, Aang quase destrói a base militar; Avatar Roku então explica a ele o que é o Estado de Avatar e que, se Aang for morto no Estado, o espírito do Avatar deixará de existir, encerrando permanentemente o ciclo de reencarnação. Após isso, o grupo decide ir a Omashu sozinhos. Iroh relutantemente acompanha Zuko até o navio de Azula, onde um guarda acidentalmente revela que o chamamento de Azula é uma mentira para aprisionar Zuko e Iroh. O tio e o sobrinho conseguem então escapar, mas são forçados ao exílio devido às suas ações no Polo Norte — a traição de Iroh ao ajudar a salvar o espírito da Lua e o fracasso de Zuko em capturar o Avatar.    |              |                                                                                                   |              |                         | |                        |                  |
| 22 | 2            | "The Cave of Two Lovers" "A Caverna dos Dois Amantes" "A Caverna dos Namorados"                   | JM Animation | Lauren MacMullan        | Joshua Hamilton | 24 de março de 2006    | 202              |
| No caminho para Omashu, Aang e seus amigos encontram um grupo de bardos, que os guiam através de um túnel conhecido como a Caverna dos Dois Amantes. Paralelamente, Zuko e Iroh são abrigados por aldeões gentis depois que Iroh acidentalmente toma chá feito de uma planta venenosa. Song, uma jovem e compassiva curandeira, então mostra a Zuko os efeitos da guerra pela perspectiva de uma cidadã comum. Aang e Katara ficam cada vez mais íntimos ao descobrirem as origens da caverna, que inclui a tumba dos dois primeiros dominadores de Terra. A tocha deles apaga, fazendo com que eles adentrem na escuridão, o que por sua vez revela luzes brilhantes no teto da caverna. Assim, o grupo consegue escapar da caverna e chegam a Omashu; entretanto, a Nação do Fogo tomou o controle da cidade. |              |                                                                                                   |              |                         | |                        |                  |
| 23 | 3            | "Return to Omashu" "Retorno a Omashu" "O Retorno a Omashu"                                        | DR Movie     | Ethan Spaulding         | Elizabeth Welch Ehasz | 7 de abril de 2006     | 203              |
| Omashu foi capturada pela Nação do Fogo. Aang e seus amigos infiltram-se e quase são capturados, mas Sokka cria uma doença falsa (pentacapora) para assustar os guardas. Eles encontram um grupo de resistência, e ajudam o povo da cidade a escapar, falsificando uma epidemia da doença. O pequeno filho do Governador da Nação do Fogo, Tom-Tom, acidentalmente vai embora junto com os habitantes. Aang tenta trocá-lo com o Rei Bumi, mas a Princesa Azula desfaz o trato; agora, ela está apoiada pelas suas amigas, Mai e Ty Lee, que foram recentemente re-recrutadas por ela devido às suas habilidades de combate. Aang consegue resgatar Bumi depois de uma luta com Azula, mas Bumi permite sua recaptura, afirmando que a hora correta para sua fuga ainda não chegou. Ele instrui Aang para que encontre um professor de dominação de terra que "espere e escute antes de atacar". |              |                                                                                                   |              |                         | |                        |                  |
| 24 | 4            | "The Swamp" "O Pântano"                                                                           | JM Animation | Giancarlo Volpe         | Tim Hedrick | 14 de abril de 2006    | 204              |
| Em pleno voo, Aang e seus amigos são atraídos por um pântano misterioso e acabam se separando. Cada um deles começa a ver ilusões únicas: Sokka vê a Princesa Yue, Katara vê sua mãe que já está morta, e Aang vê uma garota misteriosa e um javali voador. Eles então se reúnem e então são atacados por um monstro do pântano que, na realidade, é um homem sábio da tribo de dominadores da água do pântano que utiliza a umidade nas plantas do pântano para manipulá-las e assim esconder sua identidade. Ele explica que todos os seres estão conectados, tal qual uma única grande árvore, e que as visões são de pessoas que eles já encontraram ou ainda encontrarão. Enquanto isso, Zuko, enojado por ter que viver como um mendigo, veste a máscara do Espírito Azul mais uma vez. |              |                                                                                                   |              |                         | |                        |                  |
| 25 | 5            | "Avatar Day" "O Dia do Avatar"                                                                    | DR Movie     | Lauren MacMullan        | John O'Bryan | 28 de abril de 2006    | 205              |
| Aang e seus amigos passam por um vilarejo que está celebrando um Dia Anti-Avatar. Os habitantes culpam a Avatar Kyoshi, uma das encarnações passadas de Aang no ciclo de reencarnação do Avatar, por matar seu líder, Chin o Grande. Aang revela sua identidade e é preso e julgado pelos alegados crimes de Kyoshi. Zuko se disfarça como o Espírito Azul para roubar comida para si e seu tio. Iroh não está feliz com o que Zuko está fazendo, e Zuko decide prosseguir sua jornada sozinho. Com a ajuda do espírito de Kyoshi, Aang relembra os eventos que levaram à morte de Chin o Grande; enquanto conquistador, ele fora confrontado pela Avatar Kyoshi e morreu em uma queda quando se recusou a recuar depois que Kyoshi formar um abismo para proteger seu povo, que ele pretendera subjugar. Aang é perdoado após derrotar um grupo de soldados da Nação do Fogo que atacam o vilarejo, e a cidade modifica a celebração anti-Avatar para uma pró-Avatar. |              |                                                                                                   |              |                         | |                        |                  |
| 26 | 6            | "The Blind Bandit" "A Bandida Cega" "O Bandido Cego"                                              | JM Animation | Ethan Spaulding         | Michael Dante DiMartino | 5 de maio de 2006      | 206              |
| Aang está procurando por um professor de dominação de terra, mas sem sucesso. No torneio de dominação de terra de Xin Fu, o Time Avatar presencia uma poderosa demonstração de dominação de terra por uma jovem garota cega, chamada Toph, que Aang reconhece como sendo a garota de sua visão no pântano espiritual. Toph usa sua dominação de terra para sentir seus arredores, percebendo a configuração do solo em suas vizinhanças e os movimentos mais sutis de seus adversários, permitindo que ela faça contra-ataques efetivos; ela portanto se enquadra no conselho que Bumi deu a Aang sobre seu instrutor de dominação de terra, alguém que "escuta e espera antes de atacar". Mas Toph não pode se tornar a professora do Aang devido aos seus pais ricos e super-protetivos, que tentam isolá-la de qualquer perigo e educá-la como uma filha obediente, que se conforma aos papéis sociais esperados para uma jovem mulher da aristocracia do Reino da Terra, apesar do fato de Toph ser por natureza durona, sarcástica, e intencionalmente indelicada. Xin Fu sequestra Aang e Toph achando que foi enganado. Toph revela seu poder ao derrotar a gangue de Fu, mas seus pais se tornam ainda mais restritivos. Ela foge de casa e se junta a Aang; seus pais, acreditando que o Avatar tenha a raptado, prometem a Xin Fu e ao Mestre Yu um baú de ouro se a trouxerem de volta. |              |                                                                                                   |              |                         | |                        |                  |
| 27 | 7            | "Zuko Alone" "Zuko Sozinho"                                                                       | JM Animation | Lauren MacMullan        | Elizabeth Welch Ehasz | 12 de maio de 2006     | 207              |
| Após deixar seu tio, Zuko continua sua jornada a uma cidade do Reino da Terra onde um jovem menino chamado Lee faz amizade com ele. Zuko lembra sua infância, incluindo o comportamento psicopático de Azula e de sua perseverança própria. Finalmente, ele relembra as últimas palavras de sua mãe e do anúncio da morte de seu avô e que sua mãe desapareceu repentinamente. Enquanto Zuko defende a família que lhe acolheu de soldados do Reino da Terra abusivos, ele revela a sua identidade como Príncipe do Fogo ao final da batalha, e o menino, sua família, bem como o resto dos habitantes rejeitam-no por causa disso. |              |                                                                                                   |              |                         | |                        |                  |
| 28 | 8            | "The Chase" "A Caçada" "A Perseguição"                                                            | DR Movie     | Giancarlo Volpe         | Joshua Hamilton | 26 de maio de 2006     | 208              |
| Aang e seus amigos são perseguidos por um misterioso grupo, o que faz com que seja impossível o grupo parar e dormir. A falta de sono faz de todos mais irritáveis, e causa uma cisão entre Katara e Toph. Toph culpa o Appa pela perseguição e o grupo percebe que ela está correta: eles estão sendo perseguidos pelos pelos que Appa deixa pelo caminho. Aang pega um pouco da pelagem de Appa para atrair os perseguidores para longe do grupo, mas é então encurralado por Azula. Seus amigos, unidos momentaneamente a Zuko e a seu tio, chegam para derrotar a Azula juntos, mas ela fere Iroh e utiliza o caos decorrente para escapar. |              |                                                                                                   |              |                         | |                        |                  |
| 29 | 9            | "Bitter Work" "Trabalho Amargo" "Tarefa Difícil"                                                  | DR Movie     | Ethan Spaulding         | Aaron Ehasz | 2 de junho de 2006     | 209              |
| 30 | 10           | "The Library" "A Biblioteca"                                                                      | JM Animation | Giancarlo Volpe         | John O'Bryan | 14 de julho de 2006    | 210              |
| 31 | 11           | "The Desert" "O Deserto"                                                                          | DR Movie     | Lauren MacMullan        | Tim Hedrick | 14 de julho de 2006    | 211              |
| 32 | 12           | "The Serpent's Pass" "A Passagem da Serpente"                                                     | JM Animation | Ethan Spaulding         | Michael Dante DiMartino Joshua Hamilton | 15 de setembro de 2006 | 212              |
| 33 | 13           | "The Drill" "A Broca"                                                                             | DR Movie     | Giancarlo Volpe         | Michael Dante DiMartino Bryan Konietzko | 15 de setembro de 2006 | 213              |
| 34 | 14           | "City of Walls and Secrets" "A Cidade de Muros e Segredos" "A Cidade das Muralhas e dos Segredos" | JM Animation | Lauren MacMullan        | Tim Hedrick | 22 de setembro de 2006 | 214              |
| 35 | 15           | "The Tales of Ba Sing Se" "As Histórias de Ba Sing Se" "Os Contos de Ba Sing Se"                  | DR Movie     | Ethan Spaulding         | The Tale of Toph and Katara Joann Estoesta Lisa Wahlander The Tale of Iroh Andrew Huebner The Tale of Aang Gary Scheppke The Tale of Sokka Lauren MacMullan The Tale of Zuko Katie Mattila The Tale of Momo Justin Ridge Giancarlo Volpe | 29 de setembro de 2006 | 215              |
| 36 | 16           | "Appa's Lost Days" "Os Dias Perdidos do Appa"                                                     | JM Animation | Giancarlo Volpe         | Elizabeth Welch Ehasz | 13 de outubro de 2006  | 216              |
| 37 | 17           | "Lake Laogai" "Lago Laogai" "O Lago Laogai"                                                       | DR Movie     | Lauren MacMullan        | Tim Hedrick | 3 de novembro de 2006  | 217              |
| 38 | 18           | "The Earth King" "O Rei da Terra"                                                                 | JM Animation | Ethan Spaulding         | John O'Bryan | 17 de novembro de 2006 | 218              |
| 39 | 19           | "The Guru" "O Guru"                                                                               | DR Movie     | Giancarlo Volpe         | Michael Dante DiMartino Bryan Konietzko | 1 de dezembro de 2006  | 219              |
| 40 | 20           | "The Crossroads of Destiny" "As Encruzilhadas do Destino"                                         | JM Animation | Michael Dante DiMartino | Aaron Ehasz | 1 de dezembro de 2006  | 220              |

## Recepção
Em uma resenha do lançamento do Volume 2 do Livro 2 em DVD, Gabriel Powers do website DVDActive.com descreveu a série como uma das melhores séries para crianças em memória recente, fazendo comparações com Samurai Jack e Liga da Justiça, e parabenizou-a pela sua profundidade e seu humor. Powers também comentou:
| “ | Sem menosprezar seus personagens, seu enredo, ou seu humor, e sem abertamente amenizar a ação ou o perigo, Avatar consegue encantar crianças e adultos, de idades de 4 a 56 anos... Há uma sensação genuinamente clássica na série, que utiliza cultura asiática e mitologia reais como sua base. Assim como Star Wars, as forças criativas responsáveis pelo programa tocaram naquele contar de histórias básico e que transcende gerações, que vai viver muito depois que os fãs mais jovens da série estiverem velhos e amargos. | ” |

Com relação à qualidade de vídeo e de áudio, Powers diz que "a segunda temporada em geral parece melhor que [...] a primeira temporada, mas ainda tem alguns problemas" em relação  à nitidez de imagem. O Rotten Tomatoes deu uma aprovação de 87% à temporada em 2008. Jamie S. Rich do DVD Talk disse que "enquanto conceito puro, Avatar the Last Airbender não é nada especial, mas em execução, está com cabeça e ombros acima de outros entretenimentos para crianças", e que "como um todo, a aparência de Avatar é consistentemente excelente".
O programa também foi aclamado pelo seu apelo visual. No 34º Annie Awards, o programa foi indicado e venceu nas categorias de "Melhor Animação de Personagens em uma Produção para a Televisão", pela animação de Jae-Myung Yu em "A Bandida Cega", e de "Melhor Direção em uma Produção Animada para Televisão", pelo episódio "A Broca". Em 2007, o programa foi indicado para "Melhor Programa de Animação" no Emmy Awards pelo episódio "A Cidade de Muros e Segredos", apesar de não ter ganhado o prêmio. Entretanto, o programa ganhou o prêmio de "Realização Individual em Animação" pela animação de Sang-Jin Kim no episódio "Lago Laogai".

## Lançamentos em DVD
A Nickelodeon começou a lançar os DVDs do Livro 2 em 23 de janeiro de 2007. Os quatro primeiros lançamentos em DVD contêm, cada um, um disco com cinco episódios. O lançamento final foi o do "Box Set Completo do Livro 2" ("Complete Book 2 Box Set", em inglês), que contém todos os episódios da temporada em quatro discos, além de um outro disco com extras. Todos os conjuntos de DVD do Livro 2 foram lançados com a codificação da Região 1, o que significa que eles só podem ser utilizados em aparelhos de DVD da América do Norte. O Livro 2 foi lançado na Região 2 em 20 de julho de 2009.
| Volume  | Discos | Episódios | Region 1 release       | Region 2 release    | Region 3 release      |
| ------- | ------ | --------- | ---------------------- | ------------------- | --------------------- |
| 1       | 1      | 5         | 23 de janeiro de 2007  | Not released        | 4 de junho de 2009    |
| 2       | 1      | 5         | 10 de abril de 2007    | Not released        | 6 de agosto de 2009   |
| 3       | 1      | 5         | 22 de maio de 2007     | Not released        | 29 de outubro de 2009 |
| 4       | 1      | 5         | 14 de agosto de 2007   | Not released        | 31 de março de 2010   |
| Box set | 4      | 20        | 11 de setembro de 2007 | 20 de julho de 2009 | 9 de setembro de 2010 |